# Antonio Greco
Antonio Greco (* 17. September 1923 in La Paz; † unbekannt) war ein bolivianischer Fußballspieler. Der Mittelfeldspieler nahm mit der bolivianischen Nationalmannschaft an der Fußball-Weltmeisterschaft 1950 teil. 

## Karriere

### Verein
Auf Vereinsebene spielte Antonio Greco für den CD Litoral. Weitere Daten über seine Karriere sind nicht bekannt.

### Nationalmannschaft
Greco nahm 1950 mit der Nationalmannschaft an der Weltmeisterschaft in Brasilien teil. Dort kam er bei der 0:8-Niederlage im einzigen Spiel gegen den späteren Weltmeister Uruguay zum Einsatz.